# Huiloapan de Cuauhtémoc (kommun)
Huiloapan de Cuauhtémoc är en kommun i Mexiko.   Den ligger i delstaten Veracruz, i den sydöstra delen av landet, 220 km öster om huvudstaden Mexico City.
Följande samhällen finns i Huiloapan de Cuauhtémoc:
- Huiloapan de Cuauhtémoc
- Donato Guerra
- Paredón Viejo